# Кара Делевінь
Ка́ра Джо́селін Делеві́нь (англ. Cara Jocelyn Delevingne; нар. 12 серпня 1992, Лондон, Англія) — англійська акторка, співачка, письменниця і колишня супермодель.

## Життєпис
Народилася в Лондоні в родині Пандори Енн Делевінь і Чарльза Геммера Делевінь. Відвідувала школу для дівчат Francis Holland School до 16 років, до переходу у школу Bedales School у Гемпширі. Має двох старших сестер, Хлою і модель Поппі Делевінь. Її хрещеним батьком є Ніколас Колрідж, виконавчий директор Condé Nast, а хрещеною матір'ю — акторка Джоан Коллінз.
Певний час Делевінь ідентифікувала себе як бісексуалку, проте в інтерв'ю журналу Variety (червень 2020 р., присвячений щорічному прайду) заявила, що «завжди залишатиметься пансексуалкою». За її словами, «стать не має значення», адже її приваблює особистість людини. Вона в різні дні почувається по-різному: іноді більш жіночною, іноді — більш маскулінною.
У 2010 зустрічалася з актором Альфі Алленом. У 2011 з Тайроном Вудом — сином музиканта Ронні Вуда, учасника The Rolling Stones. З початку 2014 року зустрічалася з акторкою Мішель Родрігес, того ж року вони розійшлись. У червні 2015 Делевінь підтвердила свої стосунки з американською співачкою Енні Кларк. Пара розійшлася у вересні 2016. Під час зйомок фільму «Her smell» почала зустрічатися з Ешлі Бенсон. У квітні 2020 пара розійшлась.
У червні 2020 року ЗМІ розповіли про доходи Делевінь. Супермодель у 2018 році заробила £21,5 млн, удвічі перебільшивши доходи Кейт Мосс і Роузі Гантінгтон-Вайтлі, кожна з яких заробила £8—9 млн. Володіє будинком Джареда Лето та будинком XVIII століття у Лондоні £3 млн.
В 2022 Кара Делевінь знялась у документальному серіалі «Планета сексу». В якому розповіла, що раніше багато думала про суїцид. Все через неприйняття своєї сексуальноі орієнтації: «Я не могла ні з ким поговорити про це. У мене було багато увнутрішненої гомофобії та сорому. Я думала, що я ненормальна».

## Кар'єра

### Модель

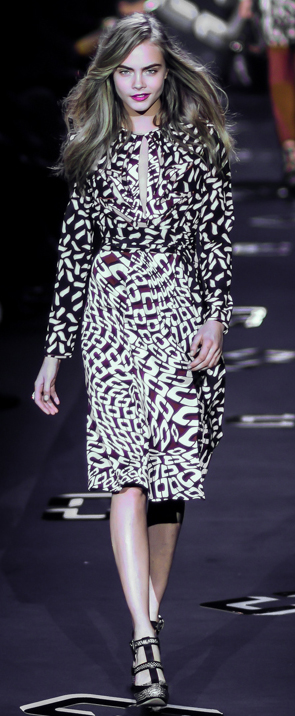
На показі 2013 року

Модельну кар'єра почала у 10 років, завдяки світлині Брюса Вебера для журналу Vogue Italia, разом із моделлю Lady Eloise Anson. У 2009 році підписала контракт із Storm Model Management. Брала участь в показі Burberry Pre-Fall Collection.
У 2012 році Делевінь та інші британські моделі, як-от Едді Кемпбелл та Джордан Данн, стали обличчям косметичного бренду Burberry Beauty.

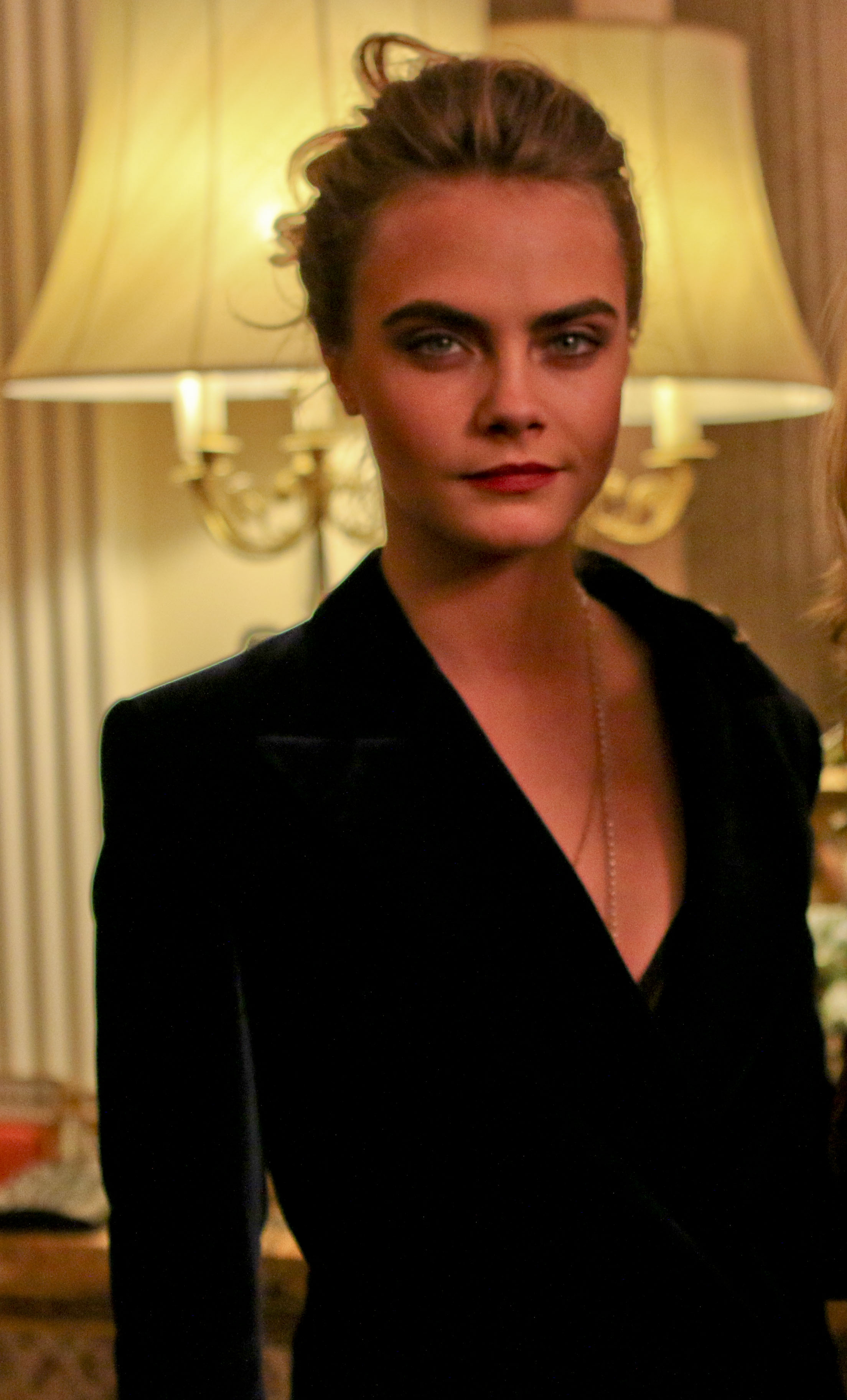
2014

Делевінь знімалась у рекламних кампаніях таких брендів як: H&M, Blufin, DKNY, Том Форд, Yves Saint Laurent, Zara, Chanel.
8 червня 2015 року профіль Делевінь був вилучений із сайту Storm Model Management. Пізніше було підтверджено, що вона повністю розірвала зв'язки із модельним бізнесом, щоб зосередитись на акторській кар'єрі.
У серпні 2015 року Делевінь розповіла, що основною причиною, чому вона полишила модельну кар'єру і зосередилась на акторстві, був стрес, який значно вплинув на рівень розвитку псоріазу.

### Акторка
Делевінь зіграла князівну Сорокіну в адаптації фільму «Анна Кареніна» 2012 року разом із Кірою Найтлі.
Пробувалася на роль Аліси в одній з екранізацій знаменитого твору.
У 2013 році Делевінь знялася в короткометражному фільмі The Return. У 2014 році вийшов фільм «Закохані діти» про «золоту молодь» Лондона.
У 2015 рік вийшли три нові фільми за участю Делевінь: «Лихоманка тюльпанів», «Пен» і «Паперові міста».
2 грудня 2014 Warner Bros. оголосила кастинг на екранізацію серії коміксів DC «Загін самогубців», що вийшов у серпні 2016 року. Делевінь зіграла в ньому роль Чародійки (Enchantress).
У 2014 році знялася в кліпі групи Die Antwoord на пісню «Ugly Boy».
12 травня 2015 Люк Бессон на своїй сторінці у Facebook написав, що запросив Кару Делевінь на головну роль до майбутнього фільму «Валер'ян і місто тисячі планет». У цьому ж році вона знялася в головній ролі у фільмі «Паперові міста» за мотивами однойменної книги Джона Ґріна. Ця робота отримала схвалення кінокритики.

### Письменниця
У жовтні 2017 року Делевінь дебютувала книжкою «Дзеркало, дзеркало» на тему ЛГБТ у співавторстві з британським письменником Ровеном Коулманом. Зі слів Делевінь, вона хотіла «розповісти історію, яка дає читачеві реалістичне уявлення про бурхливі роки американських підлітків».

## Фільмографія

### Фільми
| Рік  |    | Українська назва                | Оригінальна назва                           | Роль                 |
| ---- | -- | ------------------------------- | ------------------------------------------- | -------------------- |
| 2012 | ф  | Анна Кареніна                   | Anna Karenina                               | князівна Сорокіна    |
| 2014 | кф |                                 | Reincarnation (by Chanel)                   | буфетниця            |
| 2014 | ф  | Обличчя ангела                  | The Face of an Angel                        | Мелані               |
| 2015 | ф  | Паперові міста                  | Paper Towns                                 | Марго Рот Шпіґельман |
| 2015 | ф  | Пен: Подорож до Небувалії       | Pan                                         | русалка              |
| 2016 | ф  | Закохані діти                   | Kids in Love                                | Віола                |
| 2016 | ф  | Загін самогубців                | Suicide Squad                               | Джун Мун / Відьма    |
| 2017 | ф  | Валеріан та місто тисячі планет | Valerian and the City of a Thousand Planets | Лорелін              |
| 2017 | ф  | Тюльпанова лихоманка            | Tulip Fever                                 | Генрієтта            |
| 2018 | ф  | Лондонські поля                 | London Fields                               | Кет Талент           |
| 2018 | ф  |                                 | Her Smell                                   | Кейсі                |
| 2020 | ф  | Життя за рік                    | Life in a Year                              | Ізабель              |
| 2022 | ф  |                                 | Tell It Like a Woman                        | Validation           |

### Телебачення
| Рік       |     | Українська назва                     | Оригінальна назва               | Роль                                                                |
| --------- | --- | ------------------------------------ | ------------------------------- | ------------------------------------------------------------------- |
| 2014      | с   | Плейхауз                             | Playhouse Presents              | Хлоя (Епізод: "Timeless")                                           |
| 2019      | с   |                                      | Running Wild with Bear Grylls   | у ролі самої себе (Епізод: "Cara Delevingne in Sardinia Mountains") |
| 2019      | с   | Королівські перегони Ру Пола         | RuPaul's Drag Race              | у ролі самої себе (Епізод: "Monster Ball")                          |
| 2019—2023 | с   | Карнівал Роу                         | Carnival Row                    | Віньєтт Стоунмосс (18 епізодів)                                     |
| 2021      | док | Друзі: Возз'єднання                  | Friends: The Reunion            | у ролі самої себе                                                   |
| 2022      | с   | Вбивства в одній будівлі             | Only Murders in the Building    | Еліс Бенкс (10 епізодів)                                            |
| 2023—2024 | с   | Американська історія жахів: Ніжність | American Horror Story: Delicate | Айві Еренрайх (6 епізодів)                                          |
| 2024      | мс  | Футурама                             | Futurama                        | грає себе (Епізод: "Attack of the Clothes")                         |

## Літературні твори
- Delevingne, Cara; Coleman, Rowan (2017). Mirror, Mirror. London: Harper. ISBN 9780062791566.

## Українські переклади
- Кара Делевінь, Ровен Коулман. Дзеркальце, моє дзеркальце. — Х.: Книжковий Клуб «Клуб Сімейного Дозвілля», 2018. — 304 с. Переклала Юлія Максимейко